# Berlingot (emballage)
 (mars 2017).
Si vous disposez d'ouvrages ou d'articles de référence ou si vous connaissez des sites web de qualité traitant du thème abordé ici, merci de compléter l'article en donnant les références utiles à sa vérifiabilité et en les liant à la section « Notes et références ».
Pour les articles homonymes, voir Berlingot.

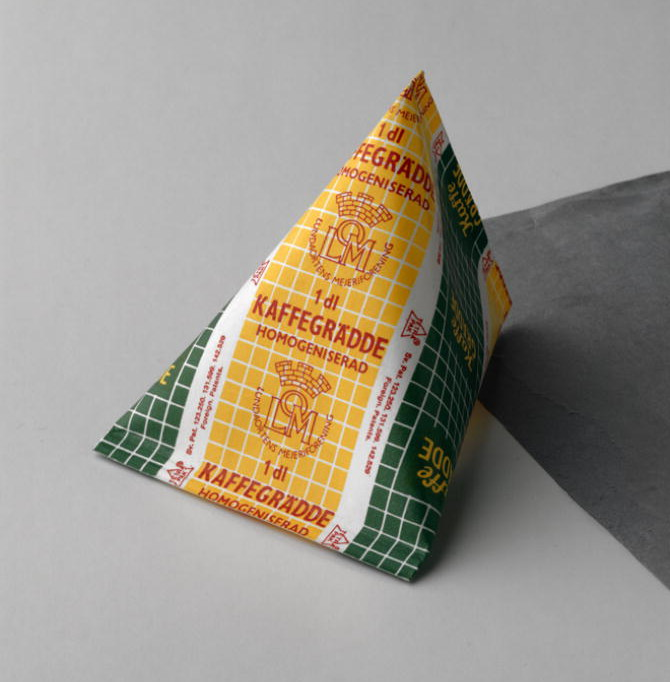
Un berlingot

Un berlingot est un emballage de forme tétraédrique utilisé pour contenir et protéger différents types de liquides, permettant leur manutention et leur acheminement.

## Description
À partir d’un tube, on réalise une soudure d’extrémité, on remplit et on effectue une deuxième soudure dans un plan perpendiculaire à la première. Cette invention a créé Tetra Pak. Il s’utilise en coupant un coin.
Le matériau était à l’origine un assemblage de carton et de polyéthylène.

## Histoire
En 1951, l’industriel suédois Ruben Rausing présente son invention de récipient pour tout type de liquide. Sa forme tétraédrique est à l'origine du nom de la société « Tetra Pak ».

## Produits similaires
Par analogie, on appelle berlingot des emballages souples en plastique par exemple la minidose de shampoing DOP ou la recharge d’eau de Javel liquide concentrée qui presente des risques d'utilisation.